# Ricardo Guerra Tejada
Ricardo Guerra Tejada (Ciudad de México, 10 de febrero de 1927 – Ídem, 30 de mayo de 2007) fue un filósofo, periodista, diplomático, y funcionario mexicano.

## Datos biográficos
Guerra Tejada recibió su doctorado en filosofía  de la Universidad de París en Francia donde fue becado por sus méritos estudiantiles por el gobierno de México y el de Francia; también estudió en Alemania del Este. Fundó el Grupo Hyperión, primera asociación filosófica de México, en 1947.
Guerra Tejada sirvió como director en dos periodos de la Facultad de Filosofía de la UNAM, de 1970 a 1974 y 1974 a 1978. Fue embajador de México en la República Democrática Alemana de 1978 a 1983.

En 1989 fundó el Instituto Cultural de Morelos y fue su primer director a hasta el año de 1994. Más tarde fundó el Centro de Investigación y Docencia en Humanidades del Estado de Morelos (CIDHEM) mismo que dirigió hasta su muerte en 2007.
Fue esposo de la escritora y también diplomática Rosario Castellanos. Su hijo Gabriel Guerra Castellanos, quien estudió en Berlín, es un especialista mexicano en ciencia política. También estuvo casado con la pintora Lilia Carrillo, con la señora Margarita Moreno y con la filósofa y poeta Adriana Yáñez Vilalta, con quien vivió en Cuernavaca hasta el final de sus días.

## Obra
- La obra de Samuel Ramos (1960)
- El Fracaso de Marcuse” (1991)
- Begriff und Zeit (Concepto y Tiempo (1977)
- Identität und Negation” (Identidad y Negación (1979)
- Kant, Kritik der Reinen Vernuft (Kant, Crítica de la Razón Pura) (1981)
- Jean-Paul Sartre filósofo de la libertad (1970)
- Kant, La Crítica del Juicio (1990)
- Nietzsche y el nihilismo (1989)
- Heidegger y la historia de la metafísica (1996)
- Hegel y la historia (1995)
- Heurística, verdad y ontología (1999)
- Ontología moderna y contemporánea (2005)
- Crítica de las teorías del mexicano (1953)
- Le problème du corps dans la tradition philosophique francaise (El problema del cuerpo en la tradición filosófica francesa) (1958)
- Filosofía y fin de siglo (1996)
- Actualidad de Nietzsche (2006)

## Distinciones
- En 2005, Ricardo Guerra recibió el Premio Universidad Nacional de la Universidad Autónoma Nacional de México.
- Recibió la Estrella de la Amistad de los Pueblos del gobierno de la República Democrática Alemana el año de 1983. ⋅

| Predecesor: Guillermo Corona Muñoz | Embajador de México en la República Democrática Alemana 1978 - 1983 | Sucesor: Rogelio Martínez Aguilar |